# François de Visdelou
 François de Visdelou (né vers 1615 et mort le 18 mai 1668 à Saint-Pol-de-Léon) est un ecclésiastique qui fut  évêque de Léon de 1662 à 1668.

## Biographie
François Visdelou ou de Visdelou est le fils de Gilles Visdelou, seigneur de la Goublaye, et de Françoise du Quélennec, dame de Bienassis. Né vers 1615 il commence ses études au collège de La Flèche où il s'initie à la théologie et les continue à Paris. Il est licencié In utroque jure. Ordonné prêtre en  1642 il dessert plusieurs paroisses. Chanoine et grand chantre de la cathédrale Saint-Corentin de Quimper puis vicaire général du diocèse il est également à Paris, prédicateur de la reine Anne d'Autriche.
Député aux États de Bretagne, il est nommé le 27 février 1651 coadjuteur de l'évêque René du Louët avec le titre d'évêque titulaire de Madaure en Numidie et consacré en mai par Anthyme-Denis Cohon, évêque de Dol. Il est désigné en 1662 et confirmé le 27 juillet 1663 pour l'évêché de Léon. Il meurt après cinq ans d'épiscopat le 18 mai 1668 et est inhumé dans le chœur de la cathédrale Saint-Paul-Aurélien de Saint-Pol-de-Léon où se trouve toujours son tombeau en marbre blanc, surmonté d'une statue réaliste du prélat à demi allongé s'appuyant sur un bras, sculptée par Nicolas de la Colonge en 1711 .

## Source
- Ressource relative à la religion :   - Catholic Hierarchy